# Муртазаев, Спартак
Спартак Муртазаев (узб. Spartak Murtazoyev; 7 октября, 1977 года; Ташкент, Узбекская ССР, СССР) — узбекский футболист, защитник. В настоящее время закончил карьеру.

## Карьеру
Начал свою профессиональную карьеру в 1997 году в составе джизакской «Согдианы», за которого выступал два сезона. За это время он сыграл в 34 матчах и забил 2 гола. В течение 1998 года выступал за ташкентский «Пахтакор». В период 2000—2002 годов был в составе «Согдианы» и «Кызылкума».
В 2003 году перебрался в Казахстан и перешёл в шымкентский «Ордабасы», за которого выступал полтора сезона и сыграл в 40 матчах, забив 2 гола. Во второй половине 2004 года выступал за ещё один казахстанский клуб «Яссы Сайрам». В 2005 году вернулся в «Ордабасы». В 2006 году вернулся в Узбекистан и перешёл в джизакскую «Согдиану». В 2006—2008 годах выступал за узбекистанские и казахстанские клубы, такие как «Атырау», «Кызылкум» и «Алмалык». В 2009 году завершил свою карьеру в составе самаркандского «Динамо».

## Достижения
«Пахтакор»
- Чемпион Узбекистана: 1998

«Кызылкум»
- Бронзовый призёр чемпионата Узбекистана: 2002